# Zespół van den Endego-Gupty
Zespół van den Endego-Gupty (ang. van den Ende-Gupta syndrome, VDEGS) – rzadki zespół wad wrodzonych. Na fenotyp zespołu składają się cechy dysmorficzne twarzy, wady układu kostno-stawowego, przykurcze stawowe; inteligencja jest prawidłowa. Dziedziczenie przypuszczalnie jest autosomalne recesywne. Zespół został opisany w 1995 roku u brazylijskiej dziewczynki przez Guptę i wsp., którzy postawili rozpoznanie "zespołu podobnego do zespołu Mardena-Walkera bez opóźnienia psychoruchowego". Van den Ende i wsp. opisali w 1992 roku przypadek Pakistanki z podobnym zespołem wielowadzia. Phadke i wsp. w 1998 roku przedstawili opis dwóch kolejnych przypadków u pacjentów hinduskiego pochodzenia, przywołując w dyskusji pracy przypadki opisane wcześniej przez Guptę i van den Endego. Schweitzer w 2003 roku zaproponował, że istotnie wszystkie opisane przypadki reprezentują jeden zespół wad, i wprowadził termin zespołu van den Endego-Gupty.

## Objawy i przebieg
- wydatne uszy
- blepharophimosis
- antymongoloidalne ustawienie szpar powiekowych
- wąski nos
- hipoplastyczne skrzydełka nosa
- płaski grzbiet nosa
- ewersja górnej wargi
- wysokie podniebienie
- rozszczep podniebienia
- stłoczenie zębów
- delikatne żebra
- zakrzywione obojczyki
- klatka piersiowa szewska
- przykurcze stawowe
- arachnodaktylia
- kamptodaktylia
- powiększenie móżdżku
- pojedyncza tętnica pępkowa.